# 스트랭퍼드호
스트랭퍼드호(영어: Strangford Lough)는 북아일랜드 동부 해안의 커다란 후미다. 아일랜드섬과 브리튼 제도를 통틀어 가장 거대한 후미로, 면적이 150 평방킬로미터에 달한다. 거의 완전히 아즈반도에 둘러싸여 있기 때문에 호수처럼 보이지만 사실 바닷물이 파고든 후미이기 때문에 민물이 아닌 소금물이다. 남쪽의 좁은 해협을 통해 아일랜드해와 연결되어 있다.